# 周利贞
周利贞（656年—719年9月14日），字正，汝南郡庐江县（今安徽省庐江县）人。唐中宗时酷吏，神龍革命（又稱五王政變），五王中的三王桓彥範、敬晖、袁恕已等人被他所虐杀。

## 簡介
明经登第，歷任數職，後官御史中丞。
唐中宗靠著五王政變重祚后，张柬之、崔玄暐、桓彥範、敬晖、袁恕已等五王与武三思一派对立，周利贞与表弟崔湜先是作为五王的耳目，以查探武三思等人的动静。不久中宗忌惮疏离五王，对武三思的恩宠渐厚，崔湜、周利贞于是反以桓、敬等计议向武三思密报。周利贞被桓、敬等人所厌恶，由侍御史被贬出为嘉州司马。
神龙二年（706年）三月，武三思诬陷桓彥範、敬晖等五王参与王同皎谋反案，桓、敬等人被贬到岭南。
武三思害怕五人会被复用，于是采纳崔湜之计，派周利贞前往岭南，去杀害张柬之等五人。周利贞到达岭南，张柬之年老体衰，恚恨成疾，先死于新州贬所。在贵州（现广西壮族自治区贵港市），周利贞遇到桓彥範，随即令人将桓用绳索捆绑，在砍伐的竹桩上拖着走，肉被竹桩刮去，露出骨头，而后用棍棒打死。在琼州，敬晖被周利贞用刀剔而死。在环州(现广西壮族自治区河池市东北)，袁恕已被他强灌野葛藤汁，毒发腹内痛苦难受，以手掘地，取土而食，指甲磨损殆尽，竟然还不死，周利贞最后才将用竹板打死。周利贞回到京城后，武三思即保举他为御史中丞。
周利贞表弟崔湜在中宗、睿宗朝因先后依附上官婉儿、太平公主，数次被任命为宰相，周利贞也官至广州都督兼按察使。先天元年(712年)，崔湜拜中书令，与刘幽求争权，刘幽求失势被贬去岭南。广州都督周利贞受命想要将他杀死，但刘幽求被桂州都督王晙保护住，未能成功。
先天二年(713年)，唐玄宗發動先天政變，诛除太平公主一党，崔湜等党羽被杀，周利贞则被贬为邕州长史。开元七年（719年）死于邕州官舍。

## 历任官职
- 初以门荫进入国子监，明经科擢第，解褐钱塘尉。
- 丁忧离职。
- 除服后，授蜀县丞。
- 拜大理寺主簿，转太府寺丞。
- 拜右台御史。
- 复拜司勋员外郎，而又出任数郡，复拜大理正，除御史中丞。
- 封巢县开国男，食邑三百户。
- 拜广府都督兼委按察使。
- 贬邕州长史。
- 开元七年闰七月廿六日（719年9月14日）薨于府之廨舍，年六十四。
- 开元八年十月十八日葬于洛阳北原。
- 历任刺史、都督、都督别驾15州，长史、司马7州，前后总28政。

## 延伸阅读
[在维基数据编辑]
 《舊唐書·卷186下》，出自刘昫《舊唐書》
 《新唐書·卷209》，出自《新唐書》